# Kondenahalli, Mulbagal
Kondenahalli là một làng thuộc tehsil Mulbagal, huyện Kolar, bang Karnataka, Ấn Độ.